# Pristimantis surdus
Pristimantis surdus är en groddjursart som först beskrevs av George Albert Boulenger 1882.  Pristimantis surdus ingår i släktet Pristimantis och familjen Strabomantidae. IUCN kategoriserar arten globalt som starkt hotad. Inga underarter finns listade i Catalogue of Life.